# Humqui (canton)
Pour les articles homonymes, voir Humqui.
Humqui est un canton canadien de l'est du Québec situé dans la région administrative du Bas-Saint-Laurent dans la vallée de la Matapédia.  Il fut proclamé officiellement le 18 juin 1870.  Il couvre une superficie de 18 010 hectares.

## Toponymie
Le canton Humqui partage son toponyme avec le lac Humqui et la municipalité de Saint-Zénon-du-Lac-Humqui.  De plus, ce toponyme est voisin de celui d'Amqui.  Le terme micmac Humqui ou Amqui a pour signification « là où l'on s'amuse ».